# Muestreo doble correlacionado
El muestreo doble correlacionado es una técnica empleada para la medición de señales eléctricas tales como tensiones o corrientes, que permite la eliminación de desplazamientos indeseados de CC (DC offset). Esta técnica es usada frecuentemente en la medición de datos de salida de los sensores electrónicos. La salida del sensor es medida dos veces: la primera vez se mide operando en condiciones conocidas, y la segunda vez, es medida operando en condiciones desconocidas. El valor medido en condiciones conocidas se resta del valor medido en condiciones desconocidas, generando de esta forma una relación conocida con la cantidad física que está siendo medida.
- Datos: Q5172837